# Gaetulia hackeri
Gaetulia hackeri är en insektsart som beskrevs av Frederick Arthur Godfrey Muir 1924. Gaetulia hackeri ingår i släktet Gaetulia och familjen Nogodinidae. Inga underarter finns listade i Catalogue of Life.